# Villarmentero de Campos
Villarmentero de Campos é um município da Espanha na província de Palência, comunidade autónoma de Castela e Leão, de área 7,66 km² com população de 16 habitantes (2004) e densidade populacional de 2,09 hab/km².

## Demografia
| Variação demográfica do município entre 1991 e 2004 | Variação demográfica do município entre 1991 e 2004 | Variação demográfica do município entre 1991 e 2004 | Variação demográfica do município entre 1991 e 2004 |
| --------------------------------------------------- | --------------------------------------------------- | --------------------------------------------------- | --------------------------------------------------- |
| 1991                                                | 1996                                                | 2001                                                | 2004                                                |
| 23                                                  | 19                                                  | 15                                                  | 16                                                  |